# Les amigues (banda sonora)
La banda sonora de Les amigues (en rus Подруги, Podrugui), op. 41a, pel·lícula russa estrenada el 1936 dirigida per Lev Arnshtam, va ser composta per Dmitri Xostakóvitx. Aquesta va ser la tercera col·laboració entre Xostakóvitx i Arnshtam. La partitura de la pel·lícula consta de material per a quartet de corda, amb solista addicional de trompeta, piano, veus solistes, orgue, arpa, timbales i theremin.
La va dedicar a l'escriptor Romain Rolland, que en aquell moment era de viatge per Moscou per invitació de Maksim Gorki, viatge que fou utilitzat de manera no oficial com a ambaixada dels artistes francesos a la Unió Soviètica.
La història de la pel·lícula consisteix en l'amistat entre tres noies que comença a una edat primerenca i que finalment acaben com a infermeres al front rus durant la Primera Guerra Mundial. Xostakóvitx ja havia treballat per a Lev Arnshtam a Sola (op. 26, 1931) i Muntanyes daurades (op. 30, 1931), si bé era la primera pel·lícula que dirigia sol. Posteriorment ho faria en quatre ocasions més, a Amics (1938), Zoya (1944), Cinc dies, cinc nits (1960) i Sofia Perovskaya (1967).
A Xostakóvitx li agradava compondre bandes sonores per als amics i la seva relació amb Arnshtam havia començat a una edat primerenca quan van estudiar piano junts al Conservatori de Petrograd i quan Arnshtam va abandonar el teatre de Vsévolod Meierhold, aquest va contractar el febrer de 1929 el jove Dmitri Xostakóvitx com a pianista.